# Калли (озеро)
Ка́лли (устар. Кали; эст. Kalli järv, Pühajärv, Kaali järv) — проточное озеро на востоке материковой части Эстонии, располагается на территории деревни Ахунапалу волости Кастре в уезде Тартумаа. Относится к водосборному бассейну реки Калли, правого притока Эмайыги.
Площадь водной поверхности озера составляет 195,8 га (по другим данным — 198,7 га или 175,9 га).
Калли представляет собой эвтрофное озеро, находящееся в болоте Суурсоо на высоте 30 м над уровнем моря, в 6 км южнее деревни Праага. Длиной 1,87 км, шириной — 1,14 км и с наибольшей глубиной в 1,4 м. Протяжённость береговой линии — 11,634 км.
Площадь водосборного бассейна озера равняется 82,8 км². Одноимённая река, пересекающая Калли с юга на север, соединяет его с соседним озером Леэгу.